# Stadion Cheju World Cup
Stadion Cheju World Cup, Cheju World Cup Stadium – stadion piłkarski znajdujący się w południowokoreańskim mieście Sŏgwip'o. Pojemność tego obiektu wynosi 42 256 widzów.

## Historia
Rozegrano tu trzy mecze Mistrzostw Świata 2002:
Mecze fazy grupowej:
- 8 czerwca:  Brazylia 4 : 0 Chiny
- 12 czerwca:  Słowenia 1 : 3 Paragwaj

Mecz 1/8 finału:
- 15 czerwca:  Niemcy 1 : 0 Paragwaj

Obiekt był także jedną z aren piłkarskich Mistrzostw Świata U-17 2007.